# Chiquilladas: canta con sus amigos
Chiquilladas: canta con sus amigos es el segundo soundtrack del elenco Chiquilladas. Fue lanzado a la venta en 1986 bajo el sello RCA VICTOR, y producido por Humberto Navarro y César González "El Pollo". Cuenta con la participación de grandes cantantes mexicanos tales como: Marco Antonio Muñiz, Emmanuel, Pedro Vargas, entre otros.

## Lista de canciones
1. "He-Man" (interpretado por: elenco Chiquilladas)
2. "La muñeca y el soldado" (interpretado por: Marco Antonio Muñiz y Marichelo)
3. "Mi tortuga" (interpretado por: Pituka y Petaka)
4. "Pastel de amor" (interpretado por: Maria Del Sol y elenco Chiquilladas)
5. "Contando borreguitos" (interpretado por: Anahí)[5]
6. "Un metro y veinte" (interpretado por: Carlitos Espejel)
7. "Tictac del amor" (interpretado por: Emmanuel y Ginny Hoffman)[6]
8. "Bu! que mello" (interpretado por: Chiquidrácula)
9. "A volar en zepelin" (interpretado por: Jorge Muñiz y elenco Chiquilladas)
10. "Quiero imaginar" (interpretado por: Ginny Hoffman)
11. "Mi pajarillo" (interpretado por: Pituka y Petaka)
12. "A todos los niños del mundo" (interpretado por: Pedro Vargas y elenco Chiquilladas)